# 조 존슨 (정치인)

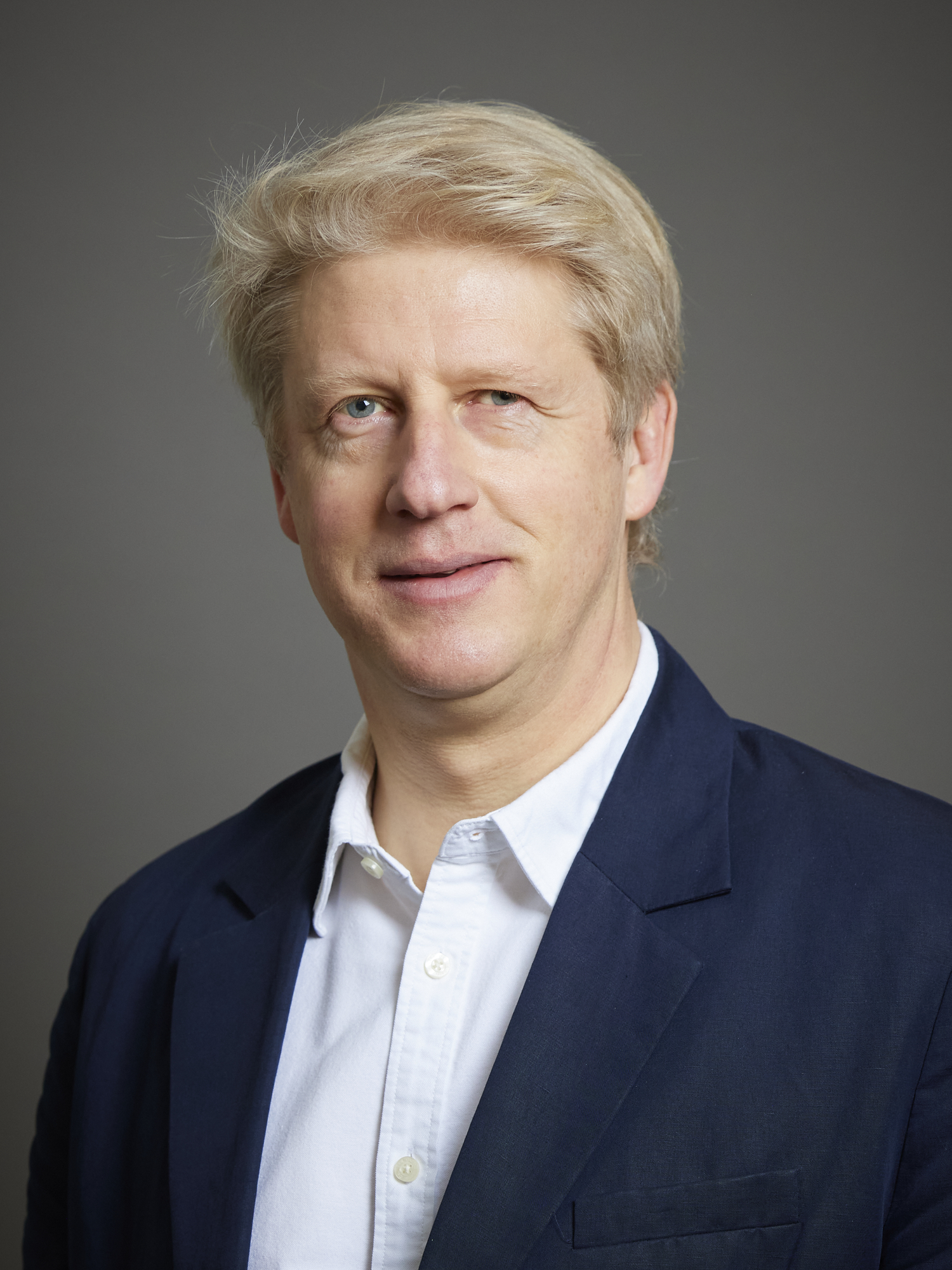
2024년 초상화

조 존슨(Jo Johnson, 본명: Joseph Edmund Johnson, Baron Johnson of Marylebone, PC, 1971년 12월 23일 ~ )은 영국의 정치인이자 동료로 2015년부터 2018년까지, 그리고 2019년 7월부터 9월까지 대학, 과학, 연구 및 혁신부 장관을 역임했다. 보수당 (영국) 출신인 그는 2010년부터 2019년까지 오핑턴 의원(MP)을 역임했다. 현재 상원의원이다. 그의 형인 보리스 존슨은 2019년부터 2022년까지 영국의 총리를 역임했다.